# Rebel fără cauză
Rebel fără cauză (titlul original: în engleză Rebel Without a Cause), este un film dramatic, lansat în anul 1955, care are în centrul acțiunii sale un tânăr confuz, un rebel fără nici o cauză, Jim Stark (interpretat de James Dean). Regizorul Nicholas Ray aduce în lumină delicvența urbană din Statele Unite din perioada imediat postbelică.

## Rezumat
Jim Stark este un adolescent neînțeles din America anilor '50. Cu niște părinți care nu îi oferă îndrumarea de care are nevoie, profesori lipsiți de empatie și chiar amici de vârsta lui de care se simte trădat, el caută mereu situații-limită. Își găsește doi tovarăși de încredere în persoanele lui Judy și Plato cu care se aventurează într-o cursă nebună și riscantă cu mașinile. Se mută împreună, izolați de lume, într-o casă părăginită de pe dealurile Los Angelesului.

## Distribuție
- James Dean – Jim Stark
- Natalie Wood – Judy
- Sal Mineo – John "Plato" Crawford
- Jim Backus – Frank Stark
- Ann Doran – Carol Stark
- Corey Allen – Buzz Gunderson
- William Hopper – tatăl lui Judy
- Rochelle Hudson – mama lui Judy
- Edward Platt – Ray Fremick
- Nick Adams – Chick
- Frank Mazzola – Crunch
- Dennis Hopper – Goon
- Virginia Brissac – Grandma Stark
- Jack Grinnage – Moose
- Beverly Long – Helen
- Steffi Sidney – Mil
- Jack Simmons – Cookie
- John Righetti – The Big Rig